# Macarena Aguilar
Macarena Aguilar Díaz (* 12. März 1985 in Bolaños de Calatrava) ist eine ehemalige spanische Handballspielerin.

## Karriere
Aguilar spielte anfangs beim spanischen Verein Astroc Sagunto, mit dem sie 2005 die Meisterschaft sowie 2008 den Pokal gewann. 2009 unterschrieb sie einen Vertrag bei SD Itxako. Mit Itxako gewann die Rückraumspielerin 2010, 2011 und 2012 die Meisterschaft und den Pokal. Weiterhin stand sie 2011 im Finale der EHF Champions League. Im Sommer 2012 wechselte sie zum dänischen Erstligisten Randers HK. In ihrer ersten Saison in Randers fiel Aguilar gleich zweimalverletzungsbedingt aus, wodurch sie ein Großteil der Spiele pausieren musste. Im September 2012 zog sie sich eine Nackenverletzung zu und ab Dezember 2012 fiel sie aufgrund eines Ermüdungsbruches im linken Fuß aus. In der Saison 2014/15 spielte sie beim ungarischen Erstligisten Győri ETO KC. Mit Győr gewann sie 2015 den ungarischen Pokal. Ab dem Sommer 2015 stand Aguilar beim russischen Erstligisten GK Rostow am Don unter Vertrag, jedoch wechselte sie schon im September 2015 zum ungarischen Klub Siófok KC. Ab der Saison 2016/17 stand sie beim deutschen Verein Thüringer HC unter Vertrag. Mit dem Thüringer HC gewann sie 2018 die deutsche Meisterschaft. Anschließend beendete sie ihre Karriere.
Aguilar bestritt 240 Länderspiele für die spanische Nationalmannschaft, in denen sie 638 Treffer erzielte. Mit Spanien zog sie bei der Europameisterschaft 2008 ins Finale ein, das Norwegen souverän mit 34:21 gewann. 2011 gehörte sie dem spanischen Aufgebot bei der Weltmeisterschaft in Brasilien an, das die Bronzemedaille gewann. Ein Jahr später nahm Aguilar an den Olympischen Spielen in London teil, wo sie ebenfalls die Bronzemedaille gewann. 2014 gewann sie bei der Europameisterschaft die Silbermedaille. Weiterhin nahm sie an den Olympischen Spielen 2016 in Rio de Janeiro teil.

### Erfolge
- spanischer Meister 2005, 2010, 2011, 2012
- spanischer Pokalsieger 2008, 2010, 2011, 2012
- ungarischer Pokalsieger 2015
- deutscher Meister 2018
- Bronzemedaille bei den Olympischen Spielen 2012
- Bronzemedaille bei der Weltmeisterschaft 2011
- Vizeeuropameister 2008, 2014

## Sonstiges
Macarena Aguilar heiratete im Jahr 2017 den spanische Handballspieler Jorge Maqueda.